# 2370 van Altena
2370 van Altena è un asteroide della fascia principale del diametro medio di circa 13,38 km. Scoperto nel 1965, presenta un'orbita caratterizzata da un semiasse maggiore pari a 2,7150738 UA e da un'eccentricità di 0,1829970, inclinata di 8,27739° rispetto all'eclittica.